# Antonín Kasper (1962–2006)
Antonín „Toni” Kasper (ur. 5 grudnia 1962 w Pradze, zm. 31 lipca 2006 tamże) – czeski żużlowiec.

## Życiorys

### Kariera sportowa
Należał do najlepszych żużlowców w historii czechosłowackiego, później czeskiego żużla. Był silnym punktem czechosłowackiej i czeskiej drużyny narodowej. Dwukrotny medalista mistrzostw świata juniorów – zdobywca srebra w 1981 i złota w 1982 roku. Finalista mistrzostw świata seniorów. W sezonie 1998 roku wystąpił z dziką kartą we wszystkich turniejach cyklu Grand Prix, a w sezonie 1999 został pierwszym reprezentantem Czech, który wystartował w tym cyklu jako pełnoprawny uczestnik. W 1999 roku z ekipą narodową zdobył srebrny medal drużynowych mistrzostw świata. Karierę żużlową zakończył po sezonie 2002.

### Śmierć
Przyczyną śmierci była choroba nowotworowa, z którą zmagał się przez kilka miesięcy. Wcześniej, w połowie lutego 2006 roku, przeszedł zabieg usunięcia jednej z nerek, po którym na krótko wrócił do zdrowia.

### Życie prywatne
Syn Antonína Kaspera, również żużlowca.
Jako dziecko wystąpił w dwóch filmach produkcji czechosłowackiej.

## Przynależność klubowa
Czechosłowacja
- Ruda Hvezda Praga (1981)
- Olymp Praga A (1990)
- PSK Olymp Praga (1991)

Wielka Brytania
- Hackney Hawks (1982–1983)
- Eastbourne Eagles (1984)
- Eastbourne Eagles (1998–1999)

Polska
- Motor Lublin (1990–1991)
- Start Gniezno (1992–1996)
- Stal Rzeszów (1997–1999)
- Start Gniezno (2000–2002)

Norwegia
- Elgane MK (1990–1991)

Szwecja
- Solkatterna Karlstad (1991–1992)
- Solkatterna Karlstad (1996–1998)
- Masarna Avesta (1999–2002)

## Starty w Grand Prix
Zawodnik wystartował 21 razy w zawodach Grand Prix i ani razu nie wystąpił w finale. Jego najlepszą lokatę, jaką zajął w zawodach cyklu Grand Prix, było dwukrotnie zajęcie 5. miejsca.
| Sezon | Numer    | 1      | 2      | 3      | 4      | 5        | 6     | Msc. | Pkt. |
| ----- | -------- | ------ | ------ | ------ | ------ | -------- | ----- | ---- | ---- |
| 1998  | 22,23,24 | CZE 7  | DEU 4  | DNK 15 | GBR 14 | SWE 3    | POL 7 | 12   | 50   |
| 1999  | 11       | CZE 15 | SWE 10 | POL 7  | GBR 3  | POL II 2 | POL 2 | 15   | 39   |
| 2000  | 18       | CZE 7  | SWE 6  | POL 5  | GBR 4  | DNK 6    | EUR 4 | 17   | 32   |
| 2001  | 23,27    | DEU    | GBR    | DNK    | CZE 7  | POL 5    | SWE 3 | 23   | 11   |

| Statystyki        | Statystyki |
| ----------------- | ---------- |
| Starty            | 21         |
| Zwycięstwa        | 0          |
| Miejsca na podium | 0          |
| Finalista         | 0          |
| Punkty            | 132        |

## Osiągnięcia
Indywidualne Mistrzostwa Świata
- 1983 –  Norden – 14. miejsce – 3 pkt → wyniki
- 1986 –  Chorzów – 14. miejsce – 2 pkt → wyniki
- 1987 –  Amsterdam – 12. miejsce – 9 pkt → wyniki
- 1990 –  Bradford – 15. miejsce – 2 pkt → wyniki
- 1998 – 12. miejsce – 50 pkt – wyniki – jako dzika karta
- 1999 – 15. miejsce – 39 pkt – wyniki
- 2000 – 17. miejsce – 32 pkt – wyniki
- 2001 – 23. miejsce – 11 pkt – wyniki

Indywidualne Mistrzostwa Świata Juniorów
- 1980 –  Pocking – 9. miejsce – 6 pkt → wyniki
- 1981 –  Slaný – 2. miejsce – 14 pkt → wyniki
- 1982 –  Pocking – 1. miejsce – 14 pkt → wyniki

Drużynowe Mistrzostwa Świata
- 1982 –  Londyn – 4. miejsce – 0 pkt → wyniki
- 1987 –  Fredericia,  Coventry,  Praga – 4. miejsce – 10 pkt → wyniki
- 1990 –  Pardubice – 4. miejsce – 3 pkt → wyniki
- 1997 –  Piła – 5. miejsce – 6 pkt → wyniki
- 1998 –  Vojens – 4. miejsce – 3 pkt → wyniki
- 1999 –  Pardubice – 2. miejsce – 8 pkt → wyniki

Drużynowy Puchar Świata
- 2001 – Zawody finałowe odbywały się w  Polsce – 7. miejsce → wyniki
- 2002 – Zawody finałowe odbywały się w  Wielkiej Brytanii – 5. miejsce → wyniki

Mistrzostwa Świata Par
- 1986 –  Pocking – 3. miejsce – 22 pkt → wyniki
- 1987 –  Pardubice – 5. miejsce – 14 pkt → wyniki
- 1990 –  Landshut – 7. miejsce – 11 pkt → wyniki

Indywidualny Puchar Mistrzów
- 1986 –  Pardubice – 3. miejsce – 13+2 pkt → wyniki
- 1987 –  Miszkolc – 3. miejsce – 11+3 pkt → wyniki
- 1988 –  Krško – 6. miejsce – 9 pkt → wyniki
  - 1991 –  Elgane – 2. miejsce – 13 pkt → wyniki

Indywidualne mistrzostwa Czechosłowacji
- 1982 – 4 turnieje – 6. miejsce – 37 pkt → wyniki
- 1983 – 4 turnieje – 5. miejsce – 42 pkt → wyniki
- 1984 – 6 turniejów – 2. miejsce – 73 pkt → wyniki
- 1985 – 6 turniejów – 1. miejsce – 73 pkt → wyniki
- 1986 – 6 turniejów – 1. miejsce – 85 pkt → wyniki
- 1987 – 6 turniejów – 1. miejsce – 79 pkt → wyniki
- 1988 – 6 turniejów – 2. miejsce – 72 pkt → wyniki
- 1989 – 6 turniejów – 3. miejsce – 63 pkt → wyniki
- 1990 – brak danych miejsce – 1. miejsce – 14+3 pkt → wyniki
- 1991 – Březolupy – 7. miejsce – 8 pkt → wyniki

Młodzieżowe indywidualne mistrzostwa Czechosłowacji
- do uzupełnienia

Indywidualne mistrzostwa Czech
- 1992 – Čakovice – 2. miejsce – 13 pkt → wyniki
- 1993 – Chabařovice – 3. miejsce – 13 pkt → wyniki
- 1994 – Mšeno – 1. miejsce – 14 pkt → wyniki
- 1995 – Mšeno – 4. miejsce – 12+1 pkt → wyniki
- 1996 – Mšeno – 2. miejsce – 13+2 pkt → wyniki
- 1997 – Mšeno – 1. miejsce – 13+3 pkt → wyniki
- 1998 – Slaný – 3. miejsce – 12+3 pkt → wyniki
- 2001 – 3 turnieje – 13. miejsce – 18 pkt → wyniki
- 2002 – Mšeno – 1. miejsce – 12+3 pkt → wyniki

## Inne ważniejsze osiągnięcia
| Osiągnięcia: | Osiągnięcia: | 3. miejsce (1993) | 3. miejsce (1993) | 3. miejsce (1993) | 3. miejsce (1993) |
| Sezon        | Miasto       | Msc               | Pkt               | Biegi             | Kluby             |
| 1993         | Gorzów Wlkp. | 3                 | 11+2              | (1,2,3,2,3) +2    | Gniezno           |
| 1996         | Gorzów Wlkp. | 4                 | 10                | (3,3,1,w,3)       | Gniezno           |
| 1997         | Gorzów Wlkp. | 11                | 6                 | (3,0,3,0,0)       | Rzeszów           |
| 1999         | Gorzów Wlkp. | 15                | 2                 | (1,d,0,1,0)       | Rzeszów           |

Memoriał Alfreda Smoczyka w Lesznie
- 2000 – 3. miejsce – 14 pkt → wyniki
- do uzupełnienia

Kryterium Asów Polskich Lig Żużlowych w Bydgoszczy
- do uzupełnienia

Memoriał im. Eugeniusza Nazimka w Rzeszowie
- do uzupełnienia

Zlatá Přilba w Pardubicach
- do uzupełnienia

## Starty w Starcie Gniezno
Pierwszy sezon (1992)
| Nr mecz | Data            | Gospodarz                   | Wyniki | Goście                      | Punkty        | Suma | Bonus | Razem |
| ------- | --------------- | --------------------------- | ------ | --------------------------- | ------------- | ---- | ----- | ----- |
| 1       | 29 marca        | Polonia Piła                | 47-43  | Start Gniezno               | (2,3,2,2,3)   | 12   | 0     | 12    |
| 2       | 5 kwietnia      | Start Gniezno               | 57-33  | Kolejarz Opole              | (3,2,3,3,3)   | 14   | 0     | 14    |
| 3       | 20 kwietnia     | Śląsk Świętochłowice        | 31-59  | Start Gniezno               | (3,3,w,3,3)   | 12   | 0     | 12    |
| 4       | 1 maja          | Start Gniezno               | 47-43  | Unia Leszno                 | (3,3,2*,3,2)  | 13   | 1     | 14    |
| 5       | 3 maja          | KKŻ Krosno                  | 39-51  | Start Gniezno               | (3,2,2,2,3)   | 12   | 0     | 12    |
| 6       | 21 maja         | Start Gniezno               | 62-28  | Sparta II Wrocław           | (3,3,3,3,2*)  | 14   | 1     | 15    |
| 7       | 31 maja         | GKM Grudziądz               | 46-44  | Start Gniezno               | (3,3,3,0,3,3) | 15   | 0     | 15    |
| 8       | 11 czerwca      | Iskra Ostrów Wlkp.          | 34-55  | Start Gniezno               | (3,3,3,3,3)   | 15   | 0     | 15    |
| 9       | 21 czerwca      | Start Gniezno               | 68-22  | Victoria – Rolnicki Machowa | (3,3,2*,3,2*) | 13   | 2     | 15    |
| 10      | 28 czerwca      | Victoria – Rolnicki Machowa | 36-54  | Start Gniezno               | (3,3,3,2,3)   | 14   | 0     | 14    |
| 11      | 5 lipca         | Start Gniezno               | 65-25  | Iskra Ostrów Wlkp.          | (d,3,3,2*,2*) | 10   | 2     | 12    |
| 12      | 19 lipca        | ROW Rybnik                  | 54-36  | Start Gniezno               | (3,2,3,2,1,0) | 11   | 0     | 11    |
| 13      | 26 lipca        | Start Gniezno               | 61-29  | GKM Grudziądz               | (3,3,3,3,3)   | 15   | 0     | 15    |
| 14      | 2 sierpnia      | Sparta II Wrocław           | 32-58  | Start Gniezno               | (3,3,3,3,3)   | 15   | 0     | 15    |
| 15      | 13 września     | Start Gniezno               | 53-37  | KKŻ Krosno                  | (3,3,3,3,3)   | 15   | 0     | 15    |
| 16      | 20 września     | Unia Leszno                 | 57-33  | Start Gniezno               | (2,2,3,3,1)   | 11   | 0     | 11    |
| 17      | 4 października  | Kolejarz Opole              | 41-49  | Start Gniezno               | (3,3,3,3,2)   | 14   | 0     | 14    |
| 18      | 11 października | Start Gniezno               | 60-29  | Polonia Piła                | (3,3,3,3,3)   | 15   | 0     | 15    |

Drugi sezon (1993)
| Nr mecz | Data        | Gospodarz            | Wyniki | Goście          | Punkty         | Suma | Bonus | Razem |
| ------- | ----------- | -------------------- | ------ | --------------- | -------------- | ---- | ----- | ----- |
| 19      | 4 kwietnia  | Start Gniezno        | 47-42  | Wybrzeże Gdańsk | (3,3,3,2,2*)   | 13   | 1     | 14    |
| 20      | 8 kwietnia  | Kolejarz Opole       | 42-47  | Start Gniezno   | (3,t,2,1,3)    | 9    | 0     | 9     |
| 21      | 12 kwietnia | Wanda Kraków         | 47-43  | Start Gniezno   | (3,1*,3,3,3,3) | 16   | 1     | 17    |
| 22      | 3 maja      | Śląsk Świętochłowice | 40-50  | Start Gniezno   | (3,d,3,3,t)    | 9    | 0     | 9     |
| 23      | 29 maja     | Polonia Piła         | 47-40  | Start Gniezno   | (3,wu,1,1,3)   | 8    | 0     | 8     |
| 24      | 20 czerwca  | Start Gniezno        | 52-38  | GKM Grudziądz   | (2,3,3,3,1)    | 12   | 0     | 12    |
| 25      | 4 lipca     | Start Gniezno        | 54-36  | KKŻ Krosno      | (3,3,3,3,3)    | 15   | 0     | 15    |

Trzeci sezon (1994)
| Nr mecz | Data        | Gospodarz            | Wyniki | Goście               | Punkty        | Suma | Bonus | Razem |
| ------- | ----------- | -------------------- | ------ | -------------------- | ------------- | ---- | ----- | ----- |
| 26      | 4 kwietnia  | Polonia Piła         | 53-37  | Start Gniezno        | (3,0,2,d,2,1) | 8    | 0     | 8     |
| 27      | 10 kwietnia | Start Gniezno        | 52-37  | Stal Rzeszów         | (2,3,3,3,3,3) | 17   | 0     | 17    |
| 28      | 17 kwietnia | CemWap Opole         | 52-38  | Start Gniezno        | (2,3,3,2,3,3) | 16   | 0     | 16    |
| 29      | 1 maja      | Start Gniezno        | 65-25  | Śląsk Świętochłowice | (3,3,3,2,3)   | 14   | 0     | 14    |
| 30      | 3 maja      | GKM Grudziądz        | 51-39  | Start Gniezno        | (3,3,3,3,0)   | 12   | 0     | 12    |
| 31      | 22 maja     | Start Gniezno        | 62-28  | Wanda Kraków         | (3,3,3,3,3)   | 15   | 0     | 15    |
| 32      | 29 maja     | KKŻ Krosno           | 44-46  | Start Gniezno        | (3,3,3,3,3)   | 15   | 0     | 15    |
| 33      | 2 czerwca   | Start Gniezno        | 51-39  | Iskra Ostrów Wlkp.   | (3,2,3,3,3)   | 14   | 0     | 14    |
| 34      | 10 czerwca  | RKM Rybnik           | 55-35  | Start Gniezno        | (2,3,2,w,2,2) | 11   | 0     | 11    |
| 35      | 19 czerwca  | Start Gniezno        | 45-45  | RKM Rybnik           | (3,3,3,3,3)   | 15   | 0     | 15    |
| 36      | 26 czerwca  | Iskra Ostrów Wlkp.   | 43-47  | Start Gniezno        | (3,3,3,3,2)   | 14   | 0     | 14    |
| 37      | 14 sierpnia | Start Gniezno        | 52-38  | GKM Grudziądz        | (3,3,3,3,3)   | 15   | 0     | 15    |
| 38      | 21 sierpnia | Śląsk Świętochłowice | 39-51  | Start Gniezno        | (3,3,3,3,3)   | 15   | 0     | 15    |
| 39      | 11 września | Stal Rzeszów         | 55-35  | Start Gniezno        | (d,3,2,2,3,3) | 13   | 0     | 13    |
| 40      | 25 września | Start Gniezno        | 62-28  | Polonia Piła         | (3,3,3,3,3)   | 15   | 0     | 15    |

Czwarty sezon (1995)
| Nr mecz | Data        | Gospodarz            | Wyniki | Goście               | Punkty        | Suma | Bonus | Razem |
| ------- | ----------- | -------------------- | ------ | -------------------- | ------------- | ---- | ----- | ----- |
| 41      | 2 kwietnia  | Wanda Kraków         | 43-47  | Start Gniezno        | (3,3,3,3,3)   | 15   | 0     | 15    |
| 42      | 9 kwietnia  | Start Gniezno        | 57-32  | JAG Speedway Łódź    | (3,3,2,3,3)   | 14   | 0     | 14    |
| 43      | 17 kwietnia | Start Gniezno        | 47-43  | ZKŻ Zielona Góra     | (2,2,3,2,d)   | 9    | 0     | 9     |
| 44      | 30 kwietnia | GKM Grudziądz        | 53-37  | Start Gniezno        | (3,3,3,3,3,2) | 17   | 0     | 17    |
| 45      | 3 maja      | Start Gniezno        | 56-32  | RKM Rybnik           | (3,3,3,3,3)   | 15   | 0     | 15    |
| 46      | 28 maja     | Start Gniezno        | 46-44  | Unia Leszno          | (3,2,3,3,2,3) | 16   | 0     | 16    |
| 47      | 1 czerwca   | KKŻ Krosno           | 40-49  | Start Gniezno        | (3,3,3,3,3)   | 15   | 0     | 15    |
| 48      | 4 czerwca   | Śląsk Świętochłowice | 38-52  | Start Gniezno        | (3,3,3,3,3)   | 15   | 0     | 15    |
| 49      | 25 czerwca  | CemWap Opole         | 40-48  | Start Gniezno        | (3,2,d,3,3)   | 11   | 0     | 11    |
| 50      | 18 czerwca  | Start Gniezno        | 58-32  | CemWap Opole         | (3,3,3,3,3)   | 15   | 0     | 15    |
| 51      | 2 lipca     | Start Gniezno        | 56-34  | Śląsk Świętochłowice | (3,3,3,3,3)   | 15   | 0     | 15    |
| 52      | 9 lipca     | Unia Leszno          | 51-39  | Start Gniezno        | (3,3,3,3,3,d) | 15   | 0     | 15    |
| 53      | 23 lipca    | Start Gniezno        | 72-18  | KKŻ Krosno           | (3,3,3,3,3)   | 15   | 0     | 15    |
| 54      | 15 sierpnia | RKM Rybnik           | 33-57  | Start Gniezno        | (3,2,2,3,2)   | 12   | 0     | 12    |
| 55      | 20 sierpnia | Start Gniezno        | 50-40  | GKM Grudziądz        | (3,3,3,3,3)   | 15   | 0     | 15    |
| 56      | 4 września  | JAG Speedway Łódź    | 37-53  | Start Gniezno        | (3,1,3,3,3)   | 13   | 0     | 13    |
| 57      | 9 września  | ZKŻ Zielona Góra     | 46-44  | Start Gniezno        | (3,t,3,2,3)   | 11   | 0     | 11    |
| 58      | 17 września | Start Gniezno        | 67-23  | Wanda Kraków         | (3,3,3,3,3)   | 15   | 0     | 15    |

Piąty sezon (1996)
| Nr mecz | Data        | Gospodarz         | Wyniki | Goście                | Punkty        | Suma | Bonus | Razem |
| ------- | ----------- | ----------------- | ------ | --------------------- | ------------- | ---- | ----- | ----- |
| 59      | 8 kwietnia  | Stal Gorzów Wlkp. | 58-32  | Start Gniezno         | (3,3,3,3,1,3) | 16   | 0     | 16    |
| 60      | 21 kwietnia | GKM Grudziądz     | 47-43  | Start Gniezno         | (3,3,3,d,3)   | 12   | 0     | 12    |
| 61      | 24 kwietnia | Start Gniezno     | 39-51  | Włókniarz Częstochowa | (1,3,3,3,3,3) | 16   | 0     | 16    |
| 62      | 28 kwietnia | Start Gniezno     | 45-45  | Polonia Bydgoszcz     | (2,3,2,3,1)   | 11   | 0     | 11    |
| 63      | 6 czerwca   | Apator Toruń      | 55-35  | Start Gniezno         | (1,0,2,0)     | 3    | 0     | 3     |
| 64      | 7 lipca     | Start Gniezno     | 50-40  | Sparta Wrocław        | (3,3,1,3,3)   | 13   | 0     | 13    |
| 65      | 14 lipca    | Unia Tarnów       | 53-37  | Start Gniezno         | (2,1,3,3,1)   | 10   | 0     | 10    |
| 66      | 21 lipca    | Polonia Bydgoszcz | 59-31  | Start Gniezno         | (2,0,2,2,2,1) | 9    | 0     | 9     |
| 67      | 4 sierpnia  | Start Gniezno     | 64-26  | GKM Grudziądz         | (3,3,3,3,2*)  | 14   | 1     | 15    |
| 68      | 18 sierpnia | Stal Rzeszów      | 56-33  | Start Gniezno         | (3,2,2,1,3,0) | 11   | 0     | 11    |

Szósty sezon (2000)
| Nr mecz | Data        | Gospodarz          | Wyniki | Goście             | Punkty         | Suma | Bonus | Razem |
| ------- | ----------- | ------------------ | ------ | ------------------ | -------------- | ---- | ----- | ----- |
| 69      | 2 kwietnia  | ŁTŻ Łódź           | 50-40  | Start Gniezno      | (2,2,2*,3,1,3) | 13   | 1     | 14    |
| 70      | 9 kwietnia  | Start Gniezno      | 49-41  | Stal Rzeszów       | (3,2,3,3,3)    | 14   | 0     | 14    |
| 71      | 16 kwietnia | Iskra Ostrów Wlkp. | 45-45  | Start Gniezno      | (3,3,3,3,2)    | 14   | 0     | 14    |
| 72      | 24 kwietnia | Start Gniezno      | 58-32  | ZKŻ Zielona Góra   | (2*,3,2*,3,2*) | 12   | 3     | 15    |
| 73      | 3 maja      | GKM Grudziądz      | 45-45  | Start Gniezno      | (2,1,3,2,3,3)  | 14   | 0     | 14    |
| 74      | 7 maja      | Start Gniezno      | 59-31  | TŻ Opole           | (3,3,3,3,1)    | 13   | 0     | 13    |
| 75      | 25 maja     | RKM Rybnik         | 50-40  | Start Gniezno      | (3,d,2*,3,1,3) | 12   | 1     | 13    |
| 76      | 28 maja     | Start Gniezno      | 53-37  | RKM Rybnik         | (3,2*,3,3,3)   | 14   | 1     | 15    |
| 77      | 11 czerwca  | TŻ Opole           | 55-35  | Start Gniezno      | (2,3,1,2,3)    | 11   | 0     | 11    |
| 78      | 18 czerwca  | Start Gniezno      | 54-36  | GKM Grudziądz      | (2,0,3,2,3)    | 10   | 0     | 10    |
| 79      | 25 czerwca  | ZKŻ Zielona Góra   | 47-43  | Start Gniezno      | (3,3,3,2,3)    | 14   | 0     | 14    |
| 80      | 2 lipca     | Start Gniezno      | 60-30  | Iskra Ostrów Wlkp. | (3,3,3,3,3)    | 15   | 0     | 15    |
| 81      | 23 lipca    | Start Gniezno      | 63-26  | ŁTŻ Łódź           | (3,3,3,3,3)    | 15   | 0     | 15    |
| 82      | 13 sierpnia | Start Gniezno      | 49-41  | Iskra Ostrów Wlkp. | (3,3,3,3,3)    | 15   | 0     | 15    |
| 83      | 24 września | Iskra Ostrów Wlkp. | 49-41  | Start Gniezno      | (3,3,2,2*,3)   | 13   | 1     | 14    |

Siódmy sezon (2001)
| Nr mecz | Data        | Gospodarz       | Wyniki | Goście          | Punkty         | Suma | Bonus | Razem |
| ------- | ----------- | --------------- | ------ | --------------- | -------------- | ---- | ----- | ----- |
| 84      | 1 kwietnia  | Kolejarz Rawicz | 51-38  | Start Gniezno   | (3,3,2,3,3,3)  | 17   | 0     | 17    |
| 85      | 16 kwietnia | GKM Grudziądz   | 47-43  | Start Gniezno   | (1,3,3,3,1*)   | 11   | 1     | 12    |
| 86      | 29 kwietnia | Start Gniezno   | 50-40  | ŁTŻ Łódź        | (2,3,2,2,3)    | 12   | 0     | 12    |
| 87      | 3 maja      | Stal Rzeszów    | 46-43  | Start Gniezno   | (w/u,3,2,3,1*) | 9    | 1     | 10    |
| 88      | 5 maja      | Start Gniezno   | 55-35  | RKM Rybnik      | (1,2*,3,3,1)   | 10   | 1     | 11    |
| 89      | 13 maja     | Start Gniezno   | 56-34  | TŻ Opole        | (3,3,3,3,3)    | 15   | 0     | 15    |
| 90      | 20 maja     | Start Gniezno   | 32-58  | Wybrzeże Gdańsk | (2,3,3,1,1,0)  | 10   | 0     | 10    |
| 91      | 3 czerwca   | Wybrzeże Gdańsk | 55-34  | Start Gniezno   | (3,1,0,0,1)    | 5    | 0     | 5     |
| 92      | 14 czerwca  | TŻ Opole        | 49-41  | Start Gniezno   | (1*,2,3,3,2,3) | 14   | 1     | 15    |
| 93      | 24 czerwca  | Start Gniezno   | 50-40  | Stal Rzeszów    | (3,3,3,3,1)    | 13   | 0     | 13    |
| 94      | 8 lipca     | RKM Rybnik      | 64-26  | Start Gniezno   | (0,0,2,2,2)    | 6    | 0     | 6     |
| 95      | 22 lipca    | Start Gniezno   | 48-42  | GKM Grudziądz   | (3,2*,3,3,3)   | 14   | 1     | 15    |
| 96      | 29 lipca    | ŁTŻ Łódź        | 50-39  | Start Gniezno   | (3,3,3,3,3)    | 15   | 0     | 15    |
| 97      | 5 sierpnia  | Start Gniezno   | 49-41  | Kolejarz Rawicz | (1,2*,3,2,3)   | 11   | 1     | 12    |
| 98      | 19 sierpnia | Wybrzeże Gdańsk | 58-32  | Start Gniezno   | (1,2,3,1,3,1)  | 11   | 0     | 11    |
| 99      | 2 września  | Start Gniezno   | 51-38  | Stal Rzeszów    | (3,d,3,3,2)    | 11   | 0     | 11    |
| 100     | 9 września  | Start Gniezno   | 40-50  | RKM Rybnik      | (2,3,-,-)      | 5    | 0     | 5     |
| 101     | 23 września | Start Gniezno   | 30-60  | Wybrzeże Gdańsk | (3,3,3,3,d)    | 12   | 0     | 12    |

Ósmy sezon (2002)
| Nr mecz | Data                                    | Gospodarz        | Wyniki | Goście           | Punkty        | Suma | Bonus | Razem |
| ------- | --------------------------------------- | ---------------- | ------ | ---------------- | ------------- | ---- | ----- | ----- |
| 102     | 1 kwietnia                              | Start Gniezno    | 63-27  | GKM Grudziądz    | (2*,2*,3,3,2) | 12   | 2     | 14    |
| 103     | 7 kwietnia                              | ZKŻ Zielona Góra | 47-43  | Start Gniezno    | (1,1,2,2,1)   | 7    | 0     | 7     |
| 104     | 1 maja                                  | RKM Rybnik       | 55-35  | Start Gniezno    | (0,1*,1,2,0)  | 4    | 1     | 5     |
| 105     | 19 maja                                 | Stal Rzeszów     | 42-48  | Start Gniezno    | (3,3,0,3,2)   | 11   | 0     | 11    |
| 106     | 23 czerwca                              | Start Gniezno    | 50-40  | RKM Rybnik       | (t,1,3,0,3)   | 7    | 0     | 7     |
| 107     | 12 lipca                                | Unia Tarnów      | 42-48  | Start Gniezno    | (1,0,1,2,d)   | 4    | 0     | 4     |
| 108     | 27 września                             | Stal Rzeszów     | 52-38  | Start Gniezno    | (3,1,1,0,3)   | 8    | 0     | 8     |
| 109     | 29 września                             | Start Gniezno    | 40-50  | ZKŻ Zielona Góra | (1*,2*,3,1,1) | 8    | 2     | 10    |
|         | 18 października Baraż o Ekstraligę 2003 | Wybrzeże Gdańsk  | 48-35  | Start Gniezno    | (w,d,1,1,0)   | 2    | 0     | 2     |

Łącznie Antonin Kasper w barwach Startu Gniezno zdobył 25 „czystych” kompletów tj. nie został pokonany przez żadnego zawodnika drużyny przeciwnej.

## Upamiętnienie

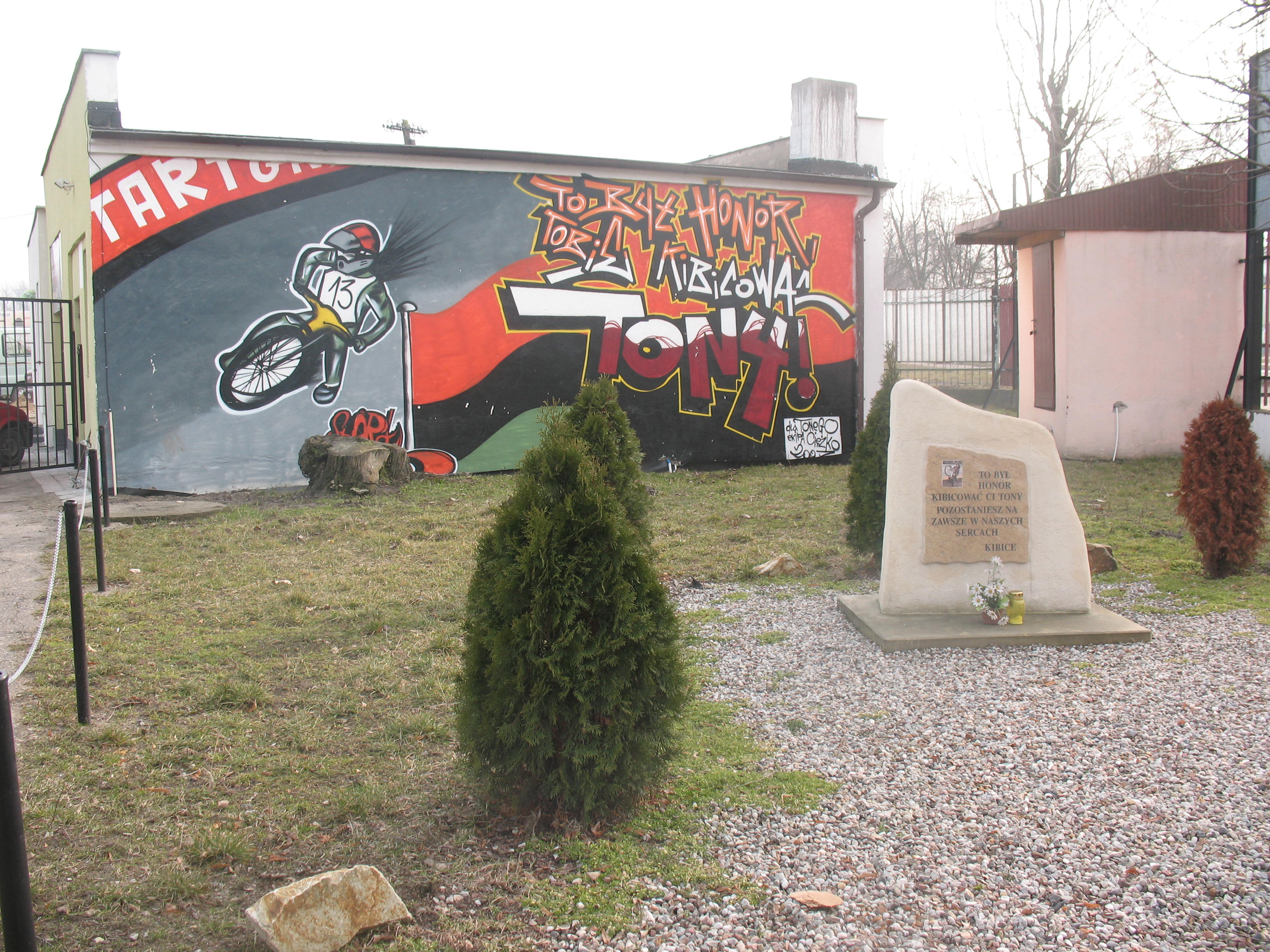
Obelisk Antonína Kaspera na stadionie żużlowym w Gnieźnie

10 czerwca 2007 odsłonięto obelisk poświęcony pamięci Kaspera w pobliżu stadionu Startu Gniezno. Na bloku skalnym została wmurowana tablica ze zdjęciem żużlowca oraz napisem:

To był honor kibicować ci Tony, pozostaniesz na zawsze w naszych sercach – kibice.